# Connecticuts flag
Connecticuts flag er blåt med delstatens våben i midten. Flaget er lavet efter et forlæg fra militære faner. Det blev først vedtaget 4. juli 1895, men kun som en reference til at det flag, der tidligere havde været i brug, skulle fortsætte som delstatens flag. Først 3. juni 1897 blev flaget nærmere beskrevet. 
Delstatens motto "qui transtulit sustinet" er påført flaget under våbenet. Mottoet har været i brug siden 1647 og henviser til de første europæiske indvandreres tiltro til at "Han som bragte os over vil opretholde os".